# Єнот-перевертень

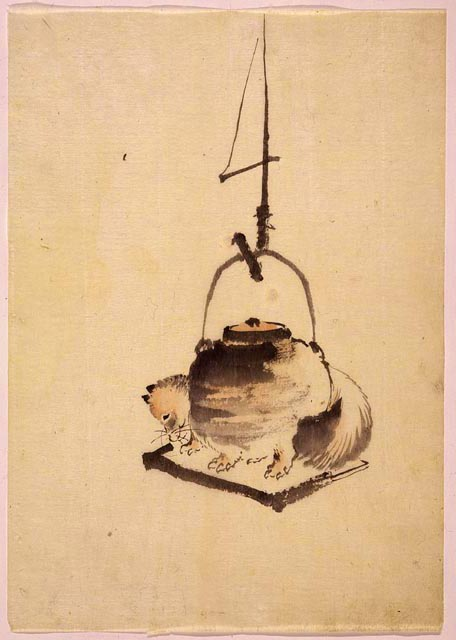
Єнот, що обернувся чайником (Кацусіка Хокусай, 1840).

Єнот-перевертень, або танукі (яп. 化け狸, ばけだぬき, МФА: [bakedanukʲi̥]) — чарівний єнот в японському фольклорі. Має здатність перетворюватися у різні речі й часто дурить людей.

## Короткі відомості
У японській літературі єнот здавна виступав як підозріла та чарівна тварина. Так, в «Анналах Японії» (720) згадується, що в часи правління Імператора-жінки в північнояпонській провінції Муцу жив єнот, який обертався на людину і співав пісень. Подібні записи про тварину-перевертня містяться у «Японських записах про дива» (822), «Збірка повістей Удзі» (13 століття) та інших творах. Єнотові приписували демонічні властивості й вважали родичем лисиці, яка не лише дурила людей, а і призводила до їхньої загибелі.
Стилізовані скульптури танукі можна зустріти в Японії у будинках, магазинах та ресторанах — пузаті фігурки з підкресленими первинними статевими ознаками чоловічих осіб. Вважається, що чим більше підкреслені ці ознаки (чим більший розмір калитки), тим більше танукі приносить щастя. Кількість щастя прямо пропорційна розмірам його калитки. Танукі може роздувати її до неймовірних розмірів — спати під нею, вкрившись як ковдрою, або ж перетворити її на будинок. Єдиний спосіб первірити, чи він справжній — кинути на підлогу такого будинку жарину. Правда, після цього на щастя можна не розраховувати.

## В масовій культурі
- Анімаційний фільм «Помпоко: Війна танукі в період Хейсей» (1994) (режисер та сценарист Ісао Такахата)
- Манґа Хіроюкі Такеі «Король Шаман» та аніме-серіал за цією манґою — персонаж Пончі.
- Манґа Масасі Кісімото «Наруто» та аніме за цією манґою — персонаж Однохвостий Сюкаку.
- Герої книги Тома Роббінса "Вілла Інкоґніто".
- Пригадується в 12 серії анімаційного фільму «Ресторан жахів»
- RPG\Action відеогра "Genshin Impact", регіон Інадзуми.
- Манґа "One-piece" та аніме за цією манґою — персонаж Тоні-Тоні Чоппер